# Rhytidodus lutens
Rhytidodus lutens är en insektsart som beskrevs av Dubovsky 1966. Rhytidodus lutens ingår i släktet Rhytidodus och familjen dvärgstritar. Inga underarter finns listade i Catalogue of Life.